# Niki de Saint Phalle

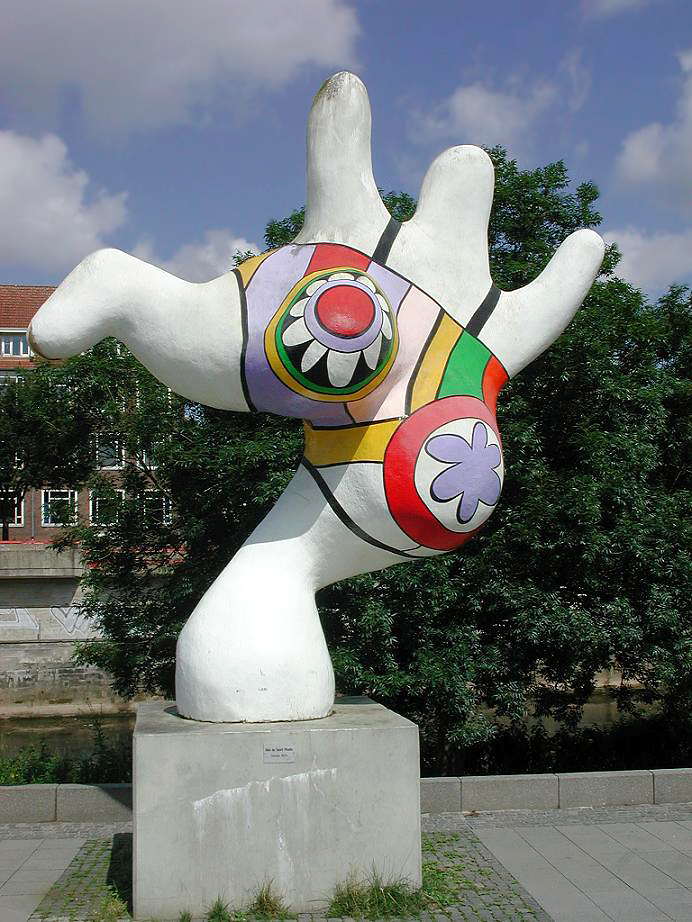

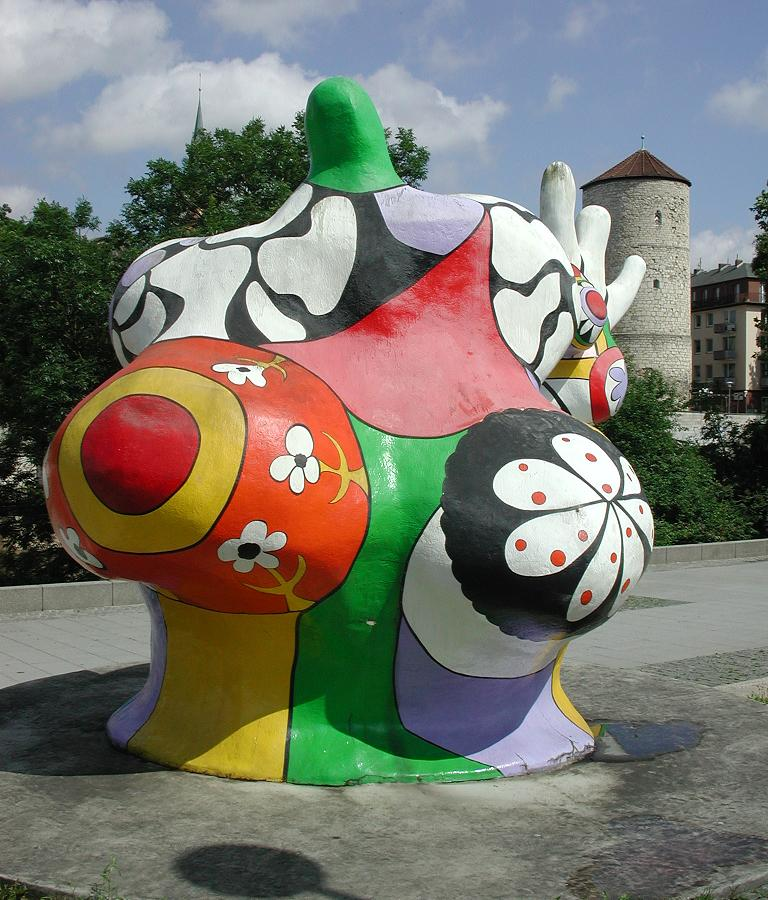

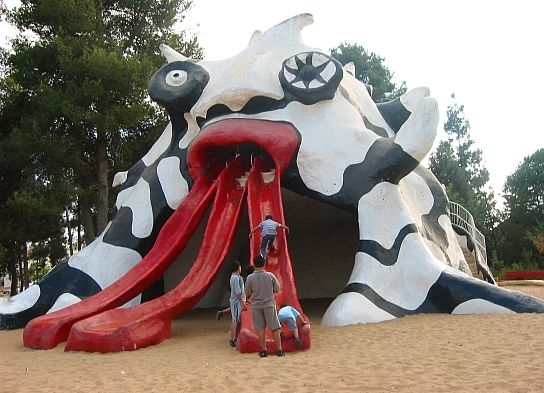
The Golem, Kiryat Hayovel, Israel

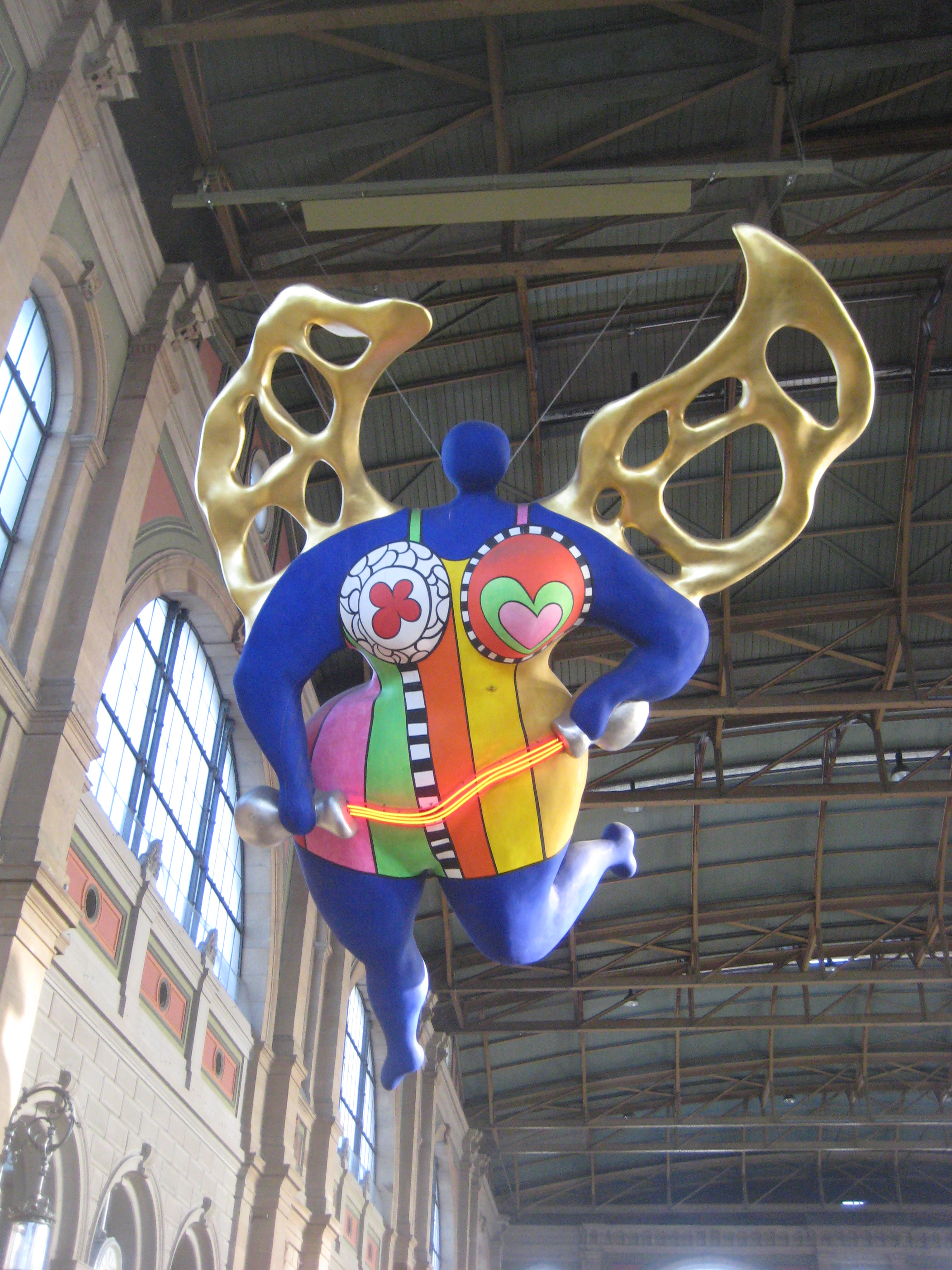
Îngerul protector din holul gării principale din Zürich

Niki de Saint Phalle (n. 29 octombrie 1930 în Neuilly-sur-Seine — d. 21 mai 2002 în San Diego); pseudonimul artistic al pictoriței și sculptoriței franco-americane Cathérine Marie-Agnès Fal de Saint Phalle. 

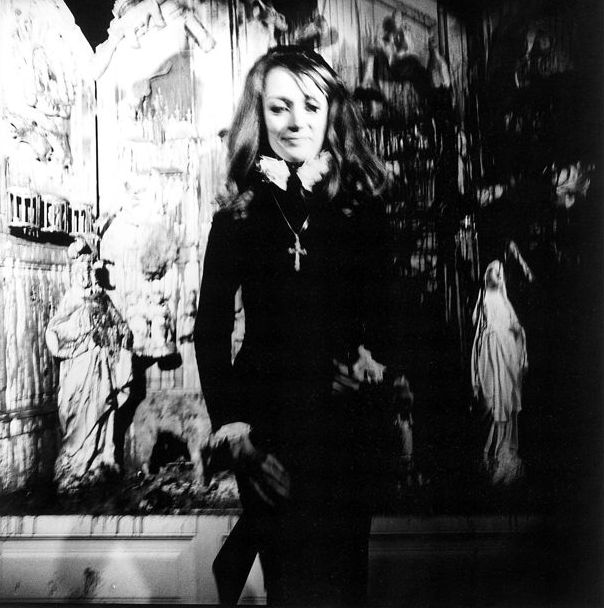
Niki de Saint Phalle de Lothar Wolleh

## Viața
S-a născut pe 29 octombrie 1930, la Neuilly-sur-Seine, fiind al doilea dintre cei cinci copii  ai lui Jeanne Jacqueline Harper (actriță americană) și ai lui André Marie Fal de Saint Phalle (bancher francez). Situația financiară a familiei a resimțit criza din 1929 și, prin urmare, familia a fost nevoită să se mute la New York. În această situație Maria (Niki este numele dat de mama ei și pe care l-a purtat ca artistă)  petrece unele perioade la bunicii ei în Franța. Face școala primară pe lângă o mănăstire din suburbiile New York-ului (1).  La vârsta de 12 ani îi citește pe Poe, Shakespeare și tragediile grecești; tot atunci scrie primele poezii. Din 1944 datează cele mai timpurii creații de artă plastică ale sale – niște statui vechi grecești din posesia școlii Brearl-School unde își continuă învățământul primar. Tot din acest an datează și primele informații despre dereglările psihice ale tinerei de 14 ani - drept urmare a incestului la care a fost supusă de tatăl ei la vârsta de 11 ani.
În 1947, la vârsta de 17 ani  este absolventă a școlii Oldfields din Glencoe, Maryland, iar de la 18 ani încearcă să-și câștige existența angajându-se ca fotomodel. S-au păstrat mai multe afișe publicitare cu pozele ei. În 1948 are loc prima căsătorie cu un tânăr marinar destul de  inteligent cu numele de Harry Mathews, care peste doi ani, abandonând marina, începe să studieze muzica, iar ceva mai târziu se va consacra, nu lipsit de succes, literaturii. Probabil grație acestui gest Niki își va lega de el viața până  la începutul anilor  ‘60.  Din 1950 datează primele lucrări în guașă ale artistei. În 1951 naște primul copil;  se îndeletnicește cu meseria de actor, pe parcurs întreprinde mai multe călătorii prin Europa unde vizitează mai multe orașe, muzee și catedrale, fapt care o face să se decidă finalmente să se consacre artelor plastice. În 1953 suferă o a doua criză  psihică.  Din 1954 se mută cu traiul în Franța. În 1955  vizitează marile orașe din Spania: Madrid și Barcelona. Este adânc impresionată de creația monumentală a lui Antonio Gaudì, fapt care avea să-i decidă soarta de artist plastic pe mai departe... În 1956 se petrec trei evenimente cruciale în viața artistei: prima expoziție personală în orășelul St. Hallen (Elveția), cunoașterea îndeaproape a  creației unor mari artiști moderni ca H. Matisse, P. Klee și Pablo Picasso precum și prima său contact cu familia marelui sculptor francez modernist  Jean Tinguely. Pe parcurs între Niki de Saint Phalle  și  Tinguely se leagă o colaborare colegială  încununată de succes, dar și cu o furtunoasă poveste de dragoste finalizată cu cea de a doua  căsătorie a ei din 1971. Apropierea de Tinguely duce la divorțul  în 1960  de fostul ei soț  (cărui îi lasă cei doi copii), dar și la integrarea ei în clocotitorul mediu artistic  euro-american  neomodernist care va acoperi viața artistică occidentală din anii ‘60- ‘70. Deja la începutul anilor ‘60 Niki de S.Ph. dezvoltă legături de colaborare și prietenie cu  artiști ca: Jasper Jons, Mario Botta, Yves Klein, D.Spoerri, F.Dufrene,  ș.a.  reprezentanți ai curentului Nouveux Réalistes (Noii Realiști) aderând de fapt la acest grup cunoaște totodată și susținerea lui Robert Rauschenberg.
Din 1961 Niki Saint Phalle devine una dintre vedetele presei americane, iar de la mijlocul anilor ‘60 și  una din figurile de rezistență a artei moderne. O faimă neunivocă ca apreciere i-au adus-o mai întâi performanțele  „Lucrărilor  împușcate”. Prima dintre acestea a avut loc la 12 februarie 1961 continuând ulterior până  în 1963, demonstrându-le în  importante centre de artă din Stockholm, San Francisco,  Muzeul de artă Contemporană din New York și tot în prima jumătate a anilor '60 , (în legătură cu războaiele purtate de SUA în Asia și cu înrăutățirea maximă a relațiilor dintre SUA și URSS)  Niki de Saint Phalle este influențată și de mișcarea antiimperialistă și pacifistă declanșată în SUA și Europa. Tablourile obiectuale și instalațiile-performanțe  ale artistei capătă un context protestatar împotriva războiului și violenței incluzând în sine păpuși și jucării mutilate,  mulaje de avioane și arme etc. Luate la un loc acestea constituie simbolul răului și al violenței.
Din 1963 Niki devine preocupată de mișcarea feministă, fapt care avea să o orienteze spre unul dintre cele mai fructuoase capitole ale creației sale: – elaborarea celebrului ciclu de sculpturi decorativ-monumentale cu denumirea de Nane. În acest ciclu destul de marcant  prin  figuri burlesce și pline de viață, se sintetizează temele maternității și a emancipării femeii. De la mijlocul anilor '60 Niki de S. Ph.  se mai ocupă de grafică și film care-i confirmă libertatea fantezistică pe care avea să o aplice în marele sale proiecte de amenajare artistică a unor imense grădini și parcuri publice distractive numite „Tarot-Park”. Tarot-parcurile lui Niki de Saint Phalle  sunt cunoscute din SUA  („Grădina reginei Californiei”)  până în mai multe țări din Europa și în Israel („Arca lui Noe”). Acestor obiective artista s-a consacrat pe întreg parcursul anilor '70-'90 ai secolului trecut.
În 1991 moare Tinguely cu care artista a trăit și a colaborat timp de 20 de ani. În 1994 Niki de S. Ph. își mută reședința din Franța în orașul San Diego din sudul Californiei. Răpusă de o maladie gravă pulmonară, provocată de praful de polyster de la prelucrarea figurilor sale monumentale, artista se stinge din viață pe 21 martie 2002 într-unul din spitalele din San Diego.  

## Opera

### Lucrările timpurii
Având o viață tensionată, nelipsită de evenimente dramatice, Niki de Saint Phalle  s-a manifestat în creația sa  pe mai multe paliere: pictură, grafică, sculptură monumental-decorativă, amenajament artistic arhitectural, literatură, film, dramaturgie. Un rol decisiv asupra formării concepției sale artistice  aveau să-l joace creația unor mari înaintași ca A. Gaudì, P.  Picasso, H. Matisse și P. Klee, ai unor contemporani și colegi de breaslă ca Jean Tinguely și mai ales al reprezentantului de frunte al pop-artului  R. Rauschenberg, care, pentru a-i stimula demersul creativ, chiar i-a cumpărat o sculptură.
Oricum, câteva lucrări de tinerețe ale artistei executate pe la mijlocul anilor '50 ca „Sărbătoare”, „Portret de familie”, „Peisaj nocturn” îi denotă  temperamentul și exactitatea interpretării intenției. În ultima dintre aceste lucrări, executată între 1956-58, devine evidentă acea formulă de sinteză între detaliu și general, între monumental și detaliere pe care o putem urmări pe întreg parcursul creației sale, indiferent de factorii influențelor colaterale asupra artistei. 
Un ciclu de tablouri-obiectuale de la sfârșitul anilor '50- începutul  anilor '60, printre care și unul dedicat chiar lui R. Rauschenberg, mărturisesc adorația lui Niki față de creația acestui artist care împreună cu T. Arman împărtășea spectatorului ideea nouă de atunci de „estetizare a obiectelor inutile”. Tocmai acest ciclu de lucrări tipice Pop-artului denotă faza maturității creației artistei.

### Reprezentații
Pe parcursul anilor '60, prin bunul ei prieten Tinguely (care era deja  și unul dintre întemeietorii și promotorii de vază a sculpturii cinetice) Niki  avea să descopere o lume nouă - lumea miracolului formelor dinamice amplasate într-un  spațiu activ. În colaborare cu el  va crea mai multe „Fântâni”  decorative celebre în diferite orașe ale Europei dar și primele sale reprezentații obiectuale.
Nu se știe însă, dacă Niki de Saint Phalle ar fi izbutit să „iasă din umbra” predecesorilor și mai ales a colegilor de breaslă, dacă nu avea să întreprindă, în 1961, la festivalul din Nizza, prima sa reprezentație de „Pictură împușcată” (tradus mai corect ar fi: pictura prin împușcături). Oricum, acest tip de reprezentatie, cu totul nou pe atunci, i-a adus o celebritate destul de controversată, mai ales după demonstrațiile  în cadrul a două expoziții întreprinse un an mai târziu în SUA și, ulterior, repetate în mai multe rânduri în diferite orașe din SUA, Europa și Asia.
Reprezentația „Pictura împușcată” joacă un loc important în creația artistei și aici e binevenită cunoașterea motivațiilor artistei, care au fost 2 la număr: pe de o parte dorința ei de a inventa ceva nou, pe de altă parte –continuarea protestului împotriva conflictelor din viața personală dar și a celor social-politice. Într-un comentariu la expoziția sa din 1987 din München artista declara:- „ din 1961 i-am „împușcat”:  pe tata, pe toți bărbații: mici, mari, importanți și minusculi, pe fratele meu, pe mama... pe mine însumi. Împușcam, căci aveam satisfacție...  mă amuza să urmăresc cum „sângerează” și moare (se transformă) o lucrare... era momentul adevărului meu scorpionic... să contemplez, cum în impactul cu gloanțele, pe albul curat al panoului țâșnesc și se scurg culorile: roșu, galben, albastru, negru - tabloul plânge, devine mort. „UN  RĂZBOI  FĂRĂ JERTFE” . „Tablourile împușcate” prezintă niște pânze ori panouri mari de carton sau faneră, pe suprafața cărora erau încleiate diferite figuri bizare adeseori cu conținut alegoric, preparate din plastic, papier-mâché,  ață, sârmă etc. sub care erau ascunse borcănașe cu vopsea de diferite culori. De obicei acestea erau acoperite pe deasupra în alb și urmau să fie împușcate cu gloanțe de la o anumită distanță. Miza acestor performanțe rezida în efectul irepetabil al petelor și al scurgerilor de culoare apărute în mod aleator. Dintre performanțele de împușcături ale lui Niki: „Moartea patriarhului”, „Vrăjitoarea roșie”, „Kennedy și Hrușciov” (1962) au fără îndoială o coloratură politică evidentă. Fiind indiferentă la discuțiile controversate generate de performanțele cu împușcături, grație realizării acestora Niki de Saint Phalle devine treptat celebră.
NANELE
Între timp, din 1964 artista se oprește la abordările temei feminității întruchipată în ciclul Nanelor. O poză din 1965 reprezintă primul grup de Nane: alergând, sărind, sprijinite cu capul pe pământ, întinse pe iarbă, mai au în ele ceva  narativist, dar și expresivitate prin masivitatea formelor. Probabil că unele dintre aceste figuri au fost expuse  în cadrul expoziției personale de la galeria pariziană  a Alexandrei Lolas. Artista, pentru început, le numea „simbolul unei femei libere și vesele”(14). Din ‘65 începe ciclul  „Gwendolyn 2” - Nanele policrome și ciclul „Nanelor negre”.
Deși prin 64 artista declara că  pe când își concepuse ciclul Nanelor încă nu știa despre existența celebrei matroane preistorice Venus din Willendorf (15) ca temă și aspect lucrările ei accentuează la fel funcția de bază și rostul  femeii-mame; tema fertilității, în sfârșit aceea a triumfului ideii emancipării femeii în societate.
În 1966 la invitația conducerii Muzeului de artă Modernă din Stockholm Niki de Saint Phalle purcede la realizarea celui mai important proiect legat de tema Nanelor. E vorba despre statuia monumentală cu titlul de  „Hon” („Ea”) din sala mare de la intrarea în muzeu. Această lucrare de sinteză și de dimensiuni impunătoare (28 metri lungime, 9 metri lățime și 6 înălțime) prezintă încununarea ideii artistei de a crea chipul complex de femeie-templu, în care femeia este interpretată ca un idol. Este imaginea unei figuri enorme, culcată pe spate și în cavitatea lăuntrică  a căreia se găsesc mai multe spații utile cum ar fi: un bar, un observator, o sală de jocuri distractive, o galerie de lucrări etc. executate prin concursul lui Tinguely care era și arhitect. Simbolica femeii ca factor creativ al vieții și al activității umane, al fertilității în primul rând,  se accentuează nu numai prin formele voluminoase și hiperbolizate ale figurii, nu numai prin coloritul expresiv și simbolistica imaginară ci și prin funcționalitatea operei, prin locul repartizării intrării și ieșirii din acest ansamblu, care are înfățișarea unei vulve simbolice- remarcă a funcției de bază a esenței feminine- reproducerea umană.
După 1967 suita Nanelor capătă o amploare fulminantă în creația artistei. Figuri enorme, cu înălțimea de 5-8 metri, foarte vioi colorate vor împodobi străzi, piețe și spații publice („Înger-păzitor” în sala de așteptare a gării centrale din Zurich) a mai multor orașe europene constituind niște frumoase accente colore pe fundalul destul de sumbru și scund al arhitecturii funcționale urbane. Tot la cununa Nanelor pot fi atribuite și  acele trei figuri enorme cu numele de „Caroline”, „Charlotte” și „Sophie” instalate în 1974 la Hanovra.  Nanele lui Niki de Saint Phalle sunt pline de bucuria vieții prin mișcările și mai ales prin coloritul lor. Aduse la o esență simbolică, acestea ne invocă importanța și triumful ideii feminității, iar artista vedea în ele nici mai mult nici mai puțin decât: „ …predica unei epoci noi a matriarhatului” (16).
FÂNTÂNI  și  PARCURI: 
Pe parcursul anilor 70-80  activitatea lui Niki de Saint Phalle se manifestă cu precădere pe două paliere: crearea, împreună cu soțul ei, a unui ciclu de fântâni decorative și elaborarea primelor proiecte de grădini publice tematice numite Tarot-Park.
Dintre fântânile create de Nike pot fi îndeosebi marcate două opere de ansamblu:  fântâna „Igor Strawinskyi”(1982-83) de lângă centrul Pompidou (fr. Centre national d’art et de culture Georges Pompidou) și fântâna „Ocrotitorul vieții” din  Duisburg (1993).
Fântânile decorative și cascadele aveau să înfrumusețeze ceva mai târziu practic toate ansamblurile sculpturale ale grădinilor publice pe care le va crea artista pe parcursul anilor ‘70-‘90.   Înviorarea mediului prin forme dinamice și expresive, prin îmbinarea figurilor sculpturale fantastice, colorate aprins, prin punerea acestora în mișcare de niște mecanisme create de Tinguely, sculpturile lui Niki de Saint Palle ne aduc în universul teatralizării spațiului, făcând spectatorului plăcerea de a se găsi o clipă în afara  presiunii gigantomaniei și monocromiei orașului modern.
Aceleași imperative urmărește artista și în crearea celor câteva parcuri distractive numite „Grădini-Tarot” amplasate în SUA, Elveția, Italia și Israel și asupra cărora a lucrat intens mai mult de două decenii la rând. La baza „Grădinilor Tarot” se află ideea unui joc specific de cărți ilustrate cu figuri fantastice, apărut încă din evul mediu. Cel mai enorm proiect de scultură arhitecturală decorativă în spațiu liber creat de către Niki este „Il Giardino dei Tarocchi” aflat la circa 100 km nord de  Roma, în  Toscana. Ansamblul acesteia este alcătuit din câteva accente tematice: „Regina-Sfinx”, „Turnul regelui”, „Turnul Babel”, „Dragonul” și „Arborele vieții”; teme inspirate din mitologie,folclor, lumea poveștilor dar și din filozofia vieții.
La „Grădina botanică” din Atlanta –unul din proiectele mai târzii ale artistei, ea introduce reprezentarea „Craniului”- simbolul unei atitudini ironice față de „emblema morții”…
Tot aici artista execută mai multe sculpturi inspirate din arta indienilor americani, dinozauri exotici, crocodili  blânzi și figuri feminine tipice Nanelor.
În amenajarea acestor grădini un rol important îl joacă diferitele turnuri și grote tematice. Una dintre cele mai frumoase grote a fost realizată de către Niki de Saint Phalle și în parcul Herreheuser din Hanovra. Interiorul acesteia se detașează în trei spații în care prin policromia specifică a plăcilor de sticlă colorată și oglinzi ne sugerează ciclul cosmic: dimineața, ziua și noaptea.
La 17 noiembrie 2000 Nike de Saint Phalle dăruiește Muzeului de artă contemporană Sprengel din Hanovra peste 400 de lucrări din diferite perioade de creație.
VALOARE și APRECIERI. Creațiile artistice ale lui Niki de Saint Phalle  au fost destul de controversate. Unei critici vehemente (mai ales în lagărul socialist) au fost mai întâi supuse instalațiile ei de performanță „Tablouri împușcate” fiind înțelese pentru început nu ca formă de protest ci ca un mod de răzbunare, ca un fel de nebunie a setei de violență în lumea capitalistă. Asta însă nu a diminuat spectacularul și popularitatea lor. Aici a fost ignorat, pentru început, rezonanța  socială a protestelor împotriva mașinăriilor statale și militariste indeferent de coloratura lor. Deși artista mizează pe efectul spectacular al efectelor arbitrare ale culorii, totuși valoarea acestora nu rezidă în esteticul, ci în rezonanța lor socială.
Utilul, esteticul și socialul și-au găsit realizarea în Nane și mai cu seamă în sculptura și arhitectura de parc. Dar și în acest domeniu a fost pentru început destul de vehement criticată sculptura Hon (17). Se știe că a fost criticată și instalarea Nanelor la Hanovra (18), ca peste aproape 20 de ani de la instalarea lor, cercetătorul de artă modernă și directorul muzeului Sprengel - Ulrich Krempel să declare: „Nanele au cucerit lumea” (19). Astăzi orașul Hanovra fără Nanele lui Niki de Saint Phalle este cu adevărat de neînchipuit.
- În general creația este caracterizată de  lipsa fricii de a experimenta materiale noi (curajul de a îmbina mozaic cu ceramică, sticlă, oglinzi; prelucrarea unor mastici și materiale sintetice noi).
- Deși ideea grădinilor în mare măsură este preluată de la Gaudì, aceasta a găsit o dezvoltare mai  amplă și mai curajoasă în creația lui Niki de Saint Phalle .
- La 16 noiembrie 2000 i se conferă titlul de cetățean de onoare al orașului Hanovra, iar în 2002, după decesul artistei, la Hanovra este inaugurat centrul comercial cu numele de „Promenada Niki de Saint Phalle”.
- A experimentat foarte multe materiale noi ca: polysterul, diferite materiale sintetice,  mastici și culori noi.

## Analogii
- Ideea reprezentațiilor artistice este pusă în valoare de către dadaiști. - la Niki de Saint Phalle se manifestă în altă modalitate;
- Ideea Nanelor este unică, fără precedente.  În creația artistei însă figurile Nanelor se repetă uneori cu mici schimbări de decor constituind astfel un fel de variații dacă s-ar putea spune, căci se deosebesc mai mult prin denumiri decât prin formă…: — „Cumpătarea” spre exemplu — un crochiu prevăzut pentru Tarot-Park (1985) apare sub denumirea de „Înger-păzitor” în sala de așteptare a gării centrale din Zurich dar și în „Grădina reginei Californiei” amintindu-ne prin configurație de unele chipuri feminine ale lui Picasso și Matisse.
- Sculptura colorată de parc:- așa zisele Disneylanduri precum și ușoare similitudini cu arhitectura monumental decorativă a lu F. Hudertwasser (Austria).

## Literatură
1. U.Krempel. La Fete. Die schenkung Niki de Saint Phalle. Hatje cantz Verlag, p. 343
2. U.Krempel. IBIDEM.
3. http://de.wikipedia.org/wiki/Niki_de_Saint_Phalle
4. U.Krempel. IBIDEM
5. U.Krempel. IBIDEM
6. U.Krempel. IBIDEM, 344
7. Kunst des 20. jahrhunderts. Taschen, 2000, p. 518
8. Kunst des 20. jahrhunderts. Taschen, 2000, p. 518
9. U.Krempel. IBIDEM, p. 345
10. Kunst des 20. jahrhunderts. Taschen, 2000, p. 380
11. U.Krempel. IBIDEM, p. 345 
12. Niki de Saint Phalle. Katalog, München, 1987, p. 52
13 .U.Krempel. IBIDEM, p. 42
14 .U.Krempel. IBIDEM, p. 49
15. U.Krempel. IBIDEM, p. 50
16 .Kunst des 20. Jahrhunderts. Museum Ludwig. Köln. Taschen- 1996,  p. 651 
17. Vezi: https://web.archive.org/web/20030116121651/http://g26.ch/bern_gaeste_niki_saint_phalle.html                   
18. Kunst des 20. jahrhunderts. Taschen, 2000, p. 305
19. U.Krempel. IBIDEM, p. 50